# 山本綾
山本 綾（やまもと あや、1987年4月30日 - ）は、日本の女性声優。スターダストプロモーション所属。

## 人物
東京声優プロデュースの卒業生であり、東京声優プロデュースのオリジナルキャラクターである上條真都の声も担当している。
かつてはEARLY WINGに所属していたが、2015年6月1日をもってフリーとなる。2016年1月よりスターダストプロモーション所属となる。

## 出演

### テレビアニメ
2009年
- 乃木坂春香の秘密 ぴゅあれっつぁ♪（女の子）

2012年
- クイーンズブレイド リベリオン（ミリムの母）

2013年
- しろくまカフェ（ヤマアラシファンクラブ）
- 絶対防衛レヴィアタン（ガルグイユ）

2014年
- トリニティセブン（女生徒）

2016年
- orange（女子生徒）
- 一人之下 the outcast（陳果）
- Bloodivores（チェン・フォン幼少期）

2017年
- セイレン（土屋渉）
- 遊☆戯☆王VRAINS（男の子）

2019年
- ダンベル何キロ持てる?（出場者）

2020年
- 異種族レビュアーズ（シャルロット）
- BanG Dream! 3rd Season（バンドメンバー）

2023年
- 犬になったら好きな人に拾われた。（ポチ太母）

### ゲーム
2008年
- アヴァロンコード（ギム）

2010年
- CHAOS;HEAD らぶChu☆Chu（女子高生）

2011年
- 白衣性恋愛症候群（ショウ）
- TOKYO ヤマノテ BOYS（いつき）
- 魔界戦記ディスガイア4（グラーシウス 他）

2012年
- 白衣性恋愛症候群 RE:Therapy（ショウ）

2013年
- アイログ（フミカホワイト）
- うぃ☆あか（ミリシュクラ）
- Caladrius（リリスの悪夢）※ダウンロードコンテンツで登場。
- 剣が君（ハバキ憑き、長七郎）

2014年
- Caladrius BLAZE（リリスの悪夢）

2015年
- アイパラ! IDOL PARADISE（ユリヤ・ラヴィーナ）
- 剣が君 for V（ハバキ憑き）

2016年
- ポケモンガオーレ（シニアトレーナーのシホ）
- ぷよぷよ!!クエスト（2016年 - 2019年、イザベラ、キリン、ローゼマ）

2017年
- 逆転オセロニア（ザディエル）

2019年
- ブラウンダスト（ベティ）
- モンスターストライク (エリュシオン)

2022年
- 誓約少女 〜祝砲の元に集いし戦姫たち〜（レナウン、レパルス、Z1）

2024年
- クイズRPG 魔法使いと黒猫のウィズ（ジーンリッチ）

### ドラマCD
- サルーテ（サラ）
- つきねこ2.5（ジュリア）
- ミニドラマ&シチュエーションボイスCD「きらきらシェアハウス～木曜日のお買い物」他（織江 他）- M3 (同人)にて配布

### ラジオ
- つきねこラジオverマチネ（DNEメディアステーション：2009年11月19日 - 2010年7月8日）
- つきねこラジオverソワレ2（DNEメディアステーション：2010年7月24日 - 2011年12月21日）

### 舞台
- 進戯団夢命クラシックス#10 project傀儡「ku-gu-tu/カイライ」（2010年12月22日 - 26日、新宿シアターモリエール） - クレイ 役
- 青春ゲットバック（2012年） - 凛 役
- ひらさわひさよし&フルタジュンプロデュース公演vol.2「嘘をついた下北沢」（2013年7月24日 - 7月28日） - 麻衣子 役

### デジタルコミック
- Beeマンガ 主に泣いてます（紺野泉）

## ディスコグラフィ

### その他参加楽曲
| 発売日        | 商品名          | 歌              | 楽曲                | 備考                                               |
| ------------- | --------------- | --------------- | ------------------- | -------------------------------------------------- |
| 2010年11月7日 | ☆Twinkle☆Girls☆ | ☆Twinkle☆Girls☆ | 「☆Twinkle☆Girls☆」 | ゲーム『コープスパーティー Book of Shadows』挿入歌 |
| 2010年11月7日 | ☆Twinkle☆Girls☆ | ☆Twinkle☆Girls☆ | 「YAKUSOKU」        |                                                    |

### ユニットメンバー
1. ↑  阿部玲子、井澤詩織、笠原あきら、喜多村英梨、桑門そら、水野愛日、山本綾、内田愛美